# Печорский уезд (Псковское наместничество)

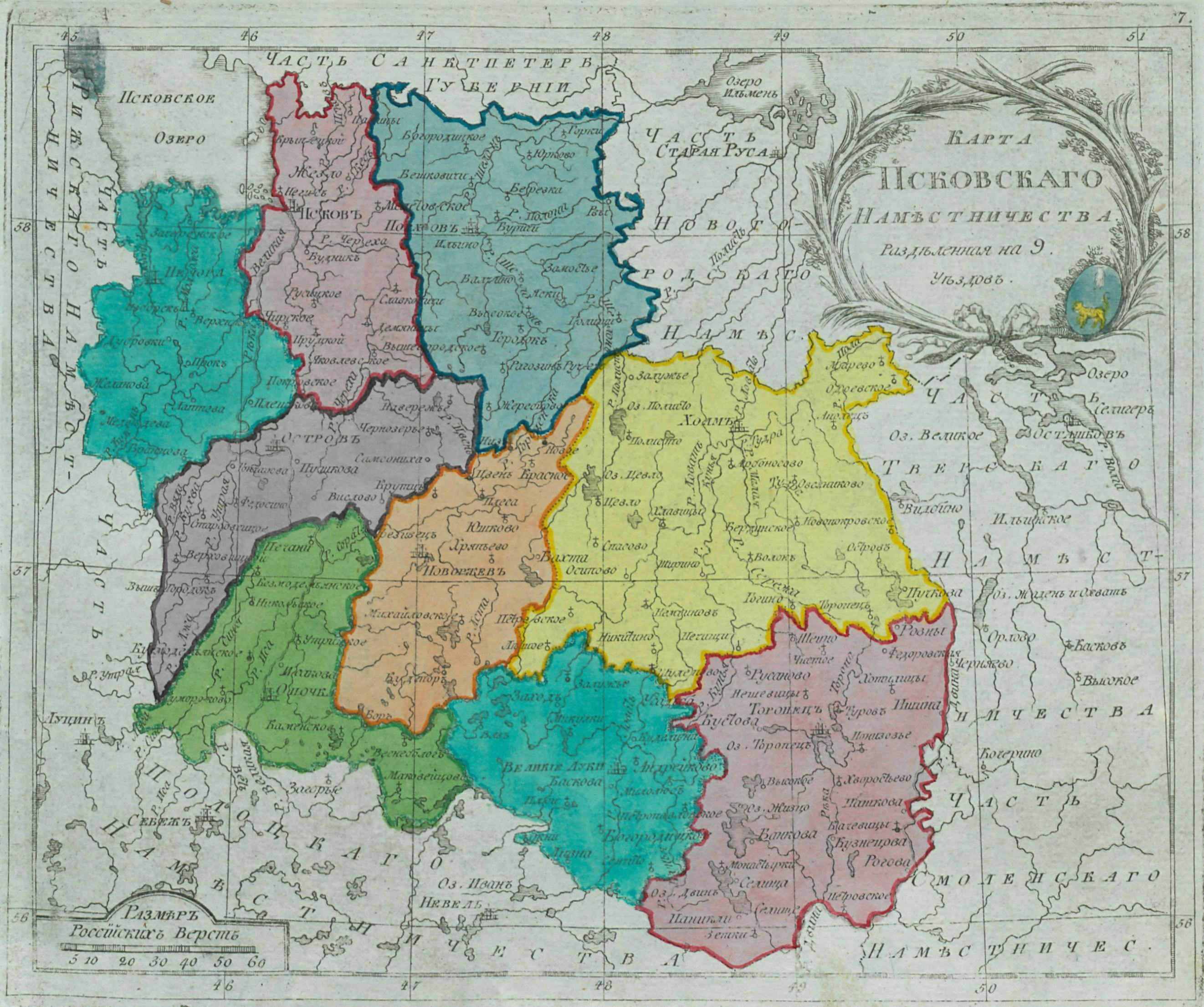
Печорский уезд на карте Псковского наместничества, 1792 год

Печорский уезд — административно-территориальная единица Российской империи с центром в городе Печоры, существовавшая в 1782—1796 годах.
Печорский уезд был образован указом от 7 июня 1782 года в ходе административной реформы Екатерины II в составе Псковского наместничества. В состав Печорского уезда вошла западная часть разукрупнённого «многолюдного и обширного» Псковского уезда. Центром уезда была назначена слобода Печоры, возведённая при этом в статус города.
Указом от 31 декабря 1796 года в ходе контрреформы Павла I Печорский уезд был упразднён, а его территория разделена Островским и Псковским уездами.